# Slag bij de Jarmuk
De Slag bij de Jarmuk (ook geschreven als: Jarmoek, Yarmuk, Yarmuq, Hieromyax en معركة اليرموك) was een veldslag tussen het Arabische Rijk en het Byzantijnse Rijk over een periode van zes dagen in augustus 636. De slag vond plaats bij de Jarmuk, een zijrivier van de Jordaan, en is van historisch belang omdat ze symbool staat voor de eerste golf van islamitische veroveringen buiten het Arabisch schiereiland. Byzantium verloor Syrië aan de Arabieren en
Khalid ibn Walid vestigde met deze slag zijn reputatie als militair strateeg en cavalerie-commandant.
De slag vond vier jaar na de dood van Mohammed in 632 plaats. Hij werd uitgevoerd onder het gezag van zijn opvolger Omar ibn al-Chattab, de tweede kalief.

## Voorgeschiedenis
Na de val van Damascus trok de Byzantijnse keizer Herakleios zich terug naar Antiochië en poogde een leger op de been te brengen om de moslims uit Syrië te verdrijven. Het uiteindelijke leger kende drie grote contingenten: Byzantijnse Grieken onder bevel van Theodoros Thriturios, Armeniërs onder leiding van Jurjah en een contingent christelijke Arabieren aangevoerd door de Ghassanidische koning Jabala ibn Ayham. De opperbevelhebber van het ganse leger was de Armeniër Vahan. Het leger verzamelde zich in Homs en trok langs Baalbek naar Damascus. De moslims hadden die stad echter al verlaten, zodat de Byzantijnen de stad relatief eenvoudig weer konden innemen. Ze konden echter niet blijven en hun gezag niet herstellen omdat de stad niet de middelen had om zulk een groot leger te onderhouden. De moslims hadden immers heel wat middelen meegenomen. De Byzantijnen trokken dan maar verder zuidwaarts naar de Golanhoogten, waar er genoeg middelen waren om het leger te voorzien. Ook het islamitische leger hield kamp in de regio, iets ten zuidoosten van de Byzantijnse troepen. Dat was tegen het begin van augustus.

## De slag
Voor de eigenlijke veldslag plaatsvond, werden er gedurende een maand verschillende kleine schermutselingen uitgevochten tussen beide kampen. De echte slag begon waarschijnlijk toen de moslims in een schijnbeweging veinsden uit hun kamp terug te trekken. De Byzantijnen zagen dat als een kans om aan te vallen, maar liepen in een hinderlaag. De moslims slaagden erin de Byzantijnse cavalerie en infanterie van elkaar te scheiden waardoor Khalid ibn Walid met zijn cavalerie een grote slachting onder het Byzantijnse voetvolk kon veroorzaken. De Byzantijnse hoofdmacht probeerde naar het westen terug te trekken, maar Khalid was hen met zijn cavalerie te snel af en kon de oude Romeinse brug over de Wadi al-Ruqqad veroveren waarna hij doorstak op het Byzantijnse kamp bij Yaqusa te veroveren. Een Byzantijnse aftocht was nu onmogelijk gemaakt. De Byzantijnen geraakten nog verder gedemoraliseerd door geruchten dat de christelijke Arabieren naar de moslims waren overgelopen. Zij zouden, ondanks religieuze verschillen, meer affiniteit voor de cultureel redelijke gelijkende moslims (die ook Arabieren waren) hebben gehad. Het Byzantijnse moreel zakte volledig in en het leger loste op. Een groot deel van de Byzantijnen werd afgeslacht.

## Betekenis
De slag bij de Jarmuk is samen met de Slag bij Qadisiyah hét symbool van de islamitische overwinningen in de Vruchtbare Sikkel. Tijdgenoten beseften maar al te best wat de Byzantijnse nederlaag betekende. Zelfs de geschiedschrijver Fredegar uit het verre Frankische Rijk noemt de veldslag een "vreselijke nederlaag". Ook keizer Herakleios besefte dat Syrië nu voorgoed verloren was. Hij vertrok naar alle waarschijnlijkheid uit Antiochië en vestigde zich in Edessa om van daaruit de verdediging van Zuid-Anatolië en Noord-Irak te organiseren. Daarbij liet hij alle garnizoenen van de verscheidene Syrische steden die nog onder Byzantijns gezag stonden terugtrekken, zodat de steden er allemaal onverdedigd bij lagen. Het kostte de moslims dan ook weinig moeite om Syrië te onderwerpen. Zelfs Antiochië, waar nog geen eeuw voordien door keizer Justinianus stevige verdedigingsmuren waren gebouwd, deed amper moeite om de moslims buiten te houden.